# مطالعات فرهنگی
مطالعات فرهنگی (به انگلیسی: Cultural studies)، شاخه‌ای از نظریه انتقادی (Critical theory) است. مجموعهٔ آثار گوناگونی با جهت‌گیری‌های متفاوت و وابسته به تحلیل انتقادی اشکال و فرایندهای فرهنگی در جوامع معاصر و نزدیک به معاصر است. این رشته به جای این که فقط به مطالعه و بررسی «بهترین مطالب اندیشیده شده و بیان شده» بپردازد، به بررسی تمام مطالب اندیشیده شده و بیان شده و به ویژه فرهنگ عامه می‌پردازد. مطالعات فرهنگی در مطالعهٔ معانی و رویه‌های زندگی روزمره به‌کار می‌رود. رویه‌های فرهنگی شامل روش‌های مردم برای انجام کارهای خاص (مثل تلویزیون تماشا کردن یا غذا خوردن) در فرهنگی معیّن است. فرهنگ از دیدگاه مطالعات فرهنگی یک کلیّت یکپارچه نیست بلکه «واجد تاکیدهای چندگانه» است.

## تاریخچه
مطالعات فرهنگی مجموعه یکنواختی از نظریه‌ها نبوده و نظریه‌های مختلفی را در بر می‌گیرد، به ویژه تابعی از دگرگونی‌ها و رویدادهای تاریخی و سیاسی بوده است. آثار آنتونیو گرامشی و میشل فوکو در شکل‌گیری مطالعات فرهنگی نقش عمده‌ای داشته‌اند. پس از آن نیز مطالعات فرهنگی و نظریه‌های گوناگونی تأثیر متقابل بر یکدیگر داشته‌اند: فمینیسم، پساساختارگرایی، نظریه پسااستعماری، روانکاوی، پست‌مدرنیسم، نظریه همجنس‌گرایان (ال‌جی‌بی‌تی و کوییر).
نظریه‌پردازانی همچون لوئی آلتوسر، رولان بارت، پیر بوردیو، میشل دو سرتو*، میشل فوکو، ژاک لاکان در فرانسه، زیگموند فروید در اتریش، کارل مارکس در آلمان، آنتونیو گرامشی در ایتالیا، میخائیل باختین و والنتین ولوشینوف* در روسیه، فردینان دوسوسور* در سوئیس، و ریچارد هاگارت*، ریموند ویلیامز*، ادوارد پالمر تامپسون*، و استوارت هال در بریتانیا شالودهٔ مطالعات فرهنگی را نهاده‌اند.
نظریه پردازان در انگلستان و در ایالات متحده، صورت‌های بعضاً متفاوتی از مطالعات فرهنگی را پس از پیدایش این حوزه در دهه ۱۹۷۰، بسط دادند. گونه انگلیسی مطالعات فرهنگی، در دهه ۱۹۶۰ بیشتر تحت تأثیر ریچارد هاگرت و استوارت هال در مرکز مطالعات فرهنگی معاصر در دانشگاه بیرمنگهام، بسط یافته. گونه انگلیسی، دیدگاه‌های چپ‌گرایانه و سیاسی آشکار را شامل می‌شود.
در مقابل، گونه آمریکایی مطالعات فرهنگی از آغاز، بیشتر درگیر کارکردها و فهم اختصاصی و سوژه‌ای عکس‌العملهای مخاطب به فرهنگ توده‌ای شد. طرفداران مطالعات فرهنگی آمریکایی، دربارهٔ جنبه‌های آزادی‌بخش هواداران فرهنگ توده‌ای می‌نویسند. هرچند، تفاوت بین شاخه‌های آمریکایی و انگلیسی کم‌رنگ شده است.
بعضی متخصّصان، خصوصاً در مطالعات فرهنگی ابتدایی انگلیسی، مدلی مارکسیستی را در این حوزه به کار بستند. تمرکز اصلی دیدگاه مارکسیست ارتدوکس، بر تولید معناست. این مدل تولید انبوه فرهنگ را فرض می‌گیرد و قدرت را در استقرار از طریق تولید مصنوعات فرهنگی می‌بیند. در دیدگاه مارکسیستی، آن‌هایی که ابزار تولید (زیربنای اقتصادی) را کنترل می‌کنند ذاتاً کنترل‌کننده فرهنگ هستند. رویکردهای دیگر به مطالعات فرهنگی، مانند رویکرد فمینیستی و گشایش‌های آمریکایی بعدی، از این دیدگاه جبری صلب فاصله گرفتند. آنها، مفروض مارکسیستی وجود معنای مسلّط واحد مشترک بین همه در مورد هر محصول فرهنگی را، نقد کردند. رویکردهای غیرمارکسیستی، معتقدند که روش‌های متمایز مصرف مصنوعات فرهنگی، بر معنای محصول تأثیر می‌گذارد.
نقد مهم دیگر، شامل دیدگاه سنّتی می‌شود که مصرف‌کننده منفعل را مفروض می‌گیرد. دیدگاه‌های دیگر، این موضوع را خصوصاً با تأکید بر روش‌های متفاوتی که مردم متون فرهنگی را می‌خوانند و دریافت و تفسیر می‌کنند، به چالش می‌کشند. این دیدگاه‌های متمایز، نقطه تمرکز را از تولید محصولات تغییر داده‌اند و در عوض، می‌گویند که مصرف محصولات از آن‌جا که مصرف‌کنندگان معناهایی به آن‌ها می‌دهند، اهمیّتی برابر دارد. بعضی، عمل خرید را به هویت پیوند زده‌اند. استوارت هال در این گشایش‌ها، مؤثّر بوده است. بعضی مفسّران تغییر به سوی معنا را به عنوان چرخش فرهنگی، توضیح داده‌اند.
در زمینه مطالعات فرهنگی، اندیشه متن‌بودگی (به انگلیسی: textuality)، نه تنها شامل زبان نوشتاری، بلکه فیلم‌ها، عکس‌ها، مد یا آرایش مو هم می‌شود: متن‌های مطالعات فرهنگی شامل همه مصنوعات معنادار فرهنگ هستند. به همین ترتیب، مطالعات فرهنگی مفهوم فرهنگ را گسترش می‌دهد. فرهنگ، برای پژوهشگر مطالعات فرهنگی، فقط شامل فرهنگ متعالی سنّتی و فرهنگ همه‌پسند نیست؛ بلکه شامل معناها و رویّه‌های روزمره هم می‌شود. دو تای آخر – یعنی فرهنگ همه‌پسند و زندگی روزمره – نقطه تمرکزهای اصلی مطالعات فرهنگی هستند.

## چهره‌های مؤثر

### ریموند ویلیامز
در انگلستان، ریموند ویلیامز، در نوشته‌هایش با حفظ پیوندهایی با موضع چپ و به‌عنوان سوسیالیست ولزی اروپایی، به نوشتن مقالات و طرح تحلیل‌های گسترده‌ای از فرهنگ و تاریخ فرهنگی پرداخت. ویلیامز، منتقد، رماننویس و آکادمسین بسیار تأثیرگذار ولزی بود. نوشته‌های او دربارهٔ سیاست، فرهنگ و رسانه‌های توده‌ای و ادبیات، بینش مارکسیستی او را نمایان می‌سازند. او، چهره‌ای مؤثّر در چپ جدید بود. ریچارد هاگرت - که متخصّص مطالعات فرهنگی انگلیسی‌ست – بیشتر به خاطر کتابی که در ۱۹۵۷ نوشت – یعنی کاربردهای سواد – مشهور است. این کتاب، سوگواری بر گم‌گشتِ فرهنگ اصیل همه‌پسند و تقبیح تحمیل فرهنگ توده‌ای به وسیله صنایع فرهنگی است. در کتاب، هاگرت از توان‌های به خطر افتاده فرهنگ طبقه کارگر در یورکشایر سخن گفت. او همچنین مرکز مطالعات فرهنگی معاصر را در بیرمنگام تأسیس کرد. سی‌سی‌سی‌اس، مرکز پژوهشی در دانشگاه بیرمنگهام بود که در ۱۹۶۳ به‌وسیله هاگرت – نخستین مدیرش – تأسیس شد. هدف پژوهشی مرکز، حوزه جدید مطالعات فرهنگی را پدیدآورد. مرکز، مکان جغرافیایی آن چیزی بود که بعدها به مکتب بیرمنگهام در مطالعات فرهنگی یا کلّی‌تر، مطالعات فرهنگی انگلیسی مشهور شد.
بعضی حوزه‌های پژوهشی مرکز بیرمنگهام، شامل خرده‌فرهنگ، فرهنگ همه‌پسند و مطالعات رسانه می‌شد. مرکز بیرمنگهام در مطالعات فرهنگی و نظریه‌های وابسته، گرایش به اخذ دیدگاه بینارشته‌ای در فرهنگ، از جمله مؤلّفه‌های متفاوت مارکسیسم، پساساختارگرایی، فمینیسم و نظریه انتقادی نژادی و متدولوژی‌های سنّتی‌تر مثل جامعه‌شناسی و مردم‌نگاری داشت. مرکز بیرمنگهام، بازنمایی‌های گروه‌های متفاوت در رسانه‌های توده‌ای را مطالعه و تأثیرات و تفسیرهای این بازنمایی‌ها نزد مخاطب را وارسی می‌کرد. برای تولید بسیاری از مطالعات و پژوهشگران کلیدی این موضوع برجسته و جالب توجّه است. استوارت هال – که در ۱۹۶۸ مدیر مرکز شد – در همین‌جا الگوی رمزگذاری/رمزگشایی بدوی خود را توسعه داد.
پژوهشگران تجربی شامل دیوید مورلی و شارلوت برانسدن، پروژه سراسری (سراسر کشور) را در مرکز اجرا کردند. تحقیق دوروتی هابسون دربارهٔ دریافت از نوشته تقاطع جادّه‌ها مبتنی بر مقاله فوق لیسانسش بود. برنامه مرکز در سال ۲۰۰۲ خاتمه یافت. امروزه، مرکز که زادگاه مطالعات فرهنگی بوده است، تعطیل می‌باشد.
اعضای مرکز، مانند استوارت هال، به انتشار آثارشان دربارهٔ فرهنگ جوانان، رسانه‌ها و آموزش و … مشغول گشتند. نظریه‌پردازان مکتب بیرمنگام به مخالفت با زیبایی‌شناسان و محافظه‌کاران فرهنگی چون ماتیو آرنولد، اف.آر. لویس و تی. اس. الیوت و ارتگا یی گاست – که مطالعه فرهنگ را بررسی آثار بزرگ فرهنگ والا می‌دانستند – پرداختند.

### استوارت هال
استوارت هال (زاده ۱۹۳۲) نظریه‌پرداز فرهنگی انگلیسی‌ست. او آثار کلیدی در فرهنگ و رسانه و سیاست دارد و یکی از مهم‌ترین توضیح‌دهندگان نظریه دریافت است. این رویکرد به متن‌کاوی بر نقطه توجّه مذاکره و مخالفت در سهم مخاطب متمرکز است. به این معنا که متن – چه کتاب باشد چه فیلم – منفعلانه از سوی مخاطبان پذیرفته نمی‌شود؛ بلکه مؤلّفه‌های فعّالانه را هم شامل می‌شود. فرد، دربارهٔ معنای متن مذاکره می‌کنند. معنا به پس‌زمینه فرهنگی فرد وابسته است. پس‌زمینه، می‌تواند توضیح بدهد که چطور بعضی خوانندگان قرائت خاصّی از متن را می‌پذیرند در حالی‌که دیگران ردّش می‌کنند.
این اندیشه‌ها بعدتر در الگوی هال دربارهٔ رمزگذاری/رمزگشایی گفتمان‌های رسانه‌ای توسعه یافت. معنای متن، جایی بین تولیدکننده و خواننده قرار دارد. با اینکه تولیدکننده متن را به روش خاصّی رمزگذاری می‌کند، خواننده آن را در مفهومی کمی متفاوت، رمزگشایی می‌نماید – آن چیزی که هال، حاشیه فهم می‌خواند. این خط فکری به ساخت‌گرایی اجتماعی پیوند دارد.
آثار هال، به شکل گسترده‌ای تأثیرگذار تلقّی می‌شوند، مثل مطالعاتی که نشان‌دهنده پیوند بین پیش‌داوری‌های نژادی و رسانه‌اند. این آثار همچنین به عنوان آثار پایه‌ای مطالعات فرهنگی معاصر اهمیّت دارند. هال، به همراهی تونی جفرسون با نوشتن مقاومت از طریق مناسک به گروه‌های خرده‌فرهنگی و زندگی روزمره آن‌ها توجّه نشان داد. کاری که با دیک هبیج و اثرش خرده فرهنگ: معنای سبک و پل ویلیس و کتابش آموزش به کار ادامه یافت. دیوید مورلی به قوم‌نگاری در حیطه مطالعات فرهنگی روی آورد (کاری که در حیطه زنان از سوی دوروتی هابسون ادامه یافت و نمونه جالبی از آن در کار ین انگ قابل مشاهده است). هوارد بکر، با نوشتن غریبه‌ها و توجّه به کلوب‌های جاز در تحقیقات مربوط به حوزه کجروی و نیز فرهنگ عامّه، تحوّل ایجاد کرد. نوشته‌های استنلی کوهن دربارهٔ کجروی و نظریه برچسب، دیدگاه غالب در تولید هراس اخلاقی در مورد گروه‌های خرده‌فرهنگی را نشان داد. نقد آنجلا مک‌رابی، دربارهٔ حذف زنان در مطالعات فرهنگی بیرمنگام، مطالعات زنان را به کارهای این مکتب افزود و مطالعات نژادی نیز با کارهای پل گیلروی رونق گرفت.

### پل گیلروی
پل گیلروی در سال ۱۹۵۶ در شرق لندن در از والدینی انگلیسی – گویانی به دنیا آمد. او متخصّص سیاه‌پوست انگلیسی مطالعات فرهنگی و فرهنگ آفریقایی‌ست. او نویسنده کتاب‌های هیچ سیاه‌پوستی در انگلستان نیست (۱۹۸۷)، برضد نژاد (۲۰۰۰) و مالیخولیای پسااستعماری (۲۰۰۴) و آثار دیگر است. رئیس دپارتمان مطالعات آمریکایی‌های آفریقایی‌تبار و استاد جامعه‌شناسی در دانشگاه ییل، اکنون مقام کرسی آنتونی گیدنز در مدرسه اقتصادی لندن را دارد. گیلروی در ضمن، نویسنده کتاب امپراتور بازمی‌گردد: نژاد و نژادپرستی در دهه ۱۹۷۰ در انگلستان (۱۹۸۲) است؛ کتابی که دستاورد جمعی‌ست و تحت نام سی‌سی‌سی‌اس در دانشگاه بیرمنگهام در دوره‌ای که دانشجوی دکتری متفکّر جامائیکایی، استوارت هال بوده است، چاپ شده.
نوشته‌های میشل دوسرتو دربارهٔ زندگی روزمره تحت تأثیر آنری لفور و تا حدودی موریس بلانشو، غنای بیشتری به مفاهیم مربوط به مطالعات فرهنگی بخشید. گرچه مطالعه در مورد زندگی روزمره، به آثار گئورگ زیمل بازمی‌گردد. از سوی دیگر، کارهای دو سرتو، در کنار کارهای جان فیسک مفهوم لذّت را به عرصه مطالعات فرهنگی کشاند.
اندیشه ویلیامز که «فرهنگ امری عادّی است» در تقابل با انحصارات گزینشی فرهنگ بود که آن را چیزی فراتر از آنچه در متن روزمره زندگی یافت می‌شود، می‌دانستند. پیر بوردیو، جامعه‌شناس فرانسوی وجود ذائقه را به سبک زندگی و سرمایه فرهنگی فرد مربوط دانست؛ ولی از سوی دیگر، تئودور آدورنو و ماکس هورکهایمر بین فرهنگ والا و فرهنگ عامّه شکاف‌هایی دیده بودند. این در حالی‌ست که والتر بنیامین دیگر، عضو شاخص مکتب فرانکفورت از تکثیر مکانیکی اثر هنری و از بین رفتن هالهٔ اثر هنری سخن راند.
پروژه پاساژها، پروژه تمام‌عمر بنیامین، مجموعه‌ای بزرگ از نوشته‌هایی دربارهٔ زندگی شهری در پاریس قرن نوزدهم می‌شد، خصوصاً در ارتباط با پاساژهای مسقّف که زندگی خیابانی متمایز و فرهنگِ پرسه‌زنی را پدیدآوردند. پروژه، که بسیاری از متخصّصان معتقدند به یکی از بزرگ‌ترین متون انتقادی فرهنگ در قرن بیستم تبدیل می‌شد، ناتمام ماند و پس از مرگ بنیامین، در شکل ناقص‌اش به بسیاری زبان‌ها، ویرایش و چاپ شد.
بنیامین، به شکل گسترده‌ای با تئودور آدورنو و برتولت برشت در ارتباط بود و گهگاه وجوهی از مکتب فرانکفورت، تحت مدیریّت آدورنو و هورکهایمر دریافت می‌کرد. تأثیرات هم‌زمانِ مارکسیسم برشت (و بعدتر، نظریه انتقادی آدورنو) و عرفان یهودی دوستش گرشوم شولم در کار بنیامین مرکزی‌ست، با وجودی که هرگز به‌طور کامل تفاوت‌هایشان را از بین نبرد. مقاله دربارهٔ مفهوم تاریخ، در میان کارهای آخر بنیامین، بیشترین نزدیکی را به چنین ترکیب‌هایی دارد و در میان مقاله اثر هنری در عصر بازتولید مکانیکی، بیش از دیگر آثارش خوانده می‌شود.
مؤسّسه فرانکفورت، مشارکت‌های بزرگی در دو حوزه مرتبط با امکان سوژه‌های انسانی عقلانی – یعنی افرادی که می‌توانند عاقلانه عمل کنند تا مسؤولیّت جامعه و تاریخ‌شان را به دوش بکشند – انجام داده است. اوّلی، شامل پدیده‌های اجتماعی می‌شد که قبل‌تر در مارکسیسم به عنوان روبنا یا ایدئولوژی به آن‌ها پرداخته می‌شد: شخصیّت، خانواده و ساختارهای اقتدار (اوّلین کتابی که در مؤسّسه چاپ شد، مطالعات اقتدار و خانواده نام داشت) و حوزه زیبایی‌شناسی و فرهنگ توده. این پژوهش‌ها توجّه مشترکی به توانایی سرمایه‌داری برای تخریب پیش‌نیازهای آگاهی انتقادی و انقلابی داشتند؛ یعنی، رسیدن به آگاهی پیشرفته‌ای از ابعاد عمیقی که ستم اجتماعی پایداری خودش را حفظ می‌کند. این در ضمن به معنای شروع بازشناسایی ایدئولوژی به مثابه بخشی از بنیاد ساختار اجتماعی از سوی نظریه انتقادی‌ست. مؤسّسه و همراهان متنوّعش تأثیری ژرف بر دانش اجتماعی (خصوصاً در آمریکا) از طریق اثرشان شخصیّت اقتدارطلب گذاشتند. این کتاب تحقیق تجربی وسیعی را با استفاده از مقوله‌های جامعه‌شناختی و روان‌شناختی، برای رسیدن به توصیفی از نیروهای راهبرِ افراد به پذیرش و حمایت از جنبش‌ها و احزاب فاشیستی هدایت می‌کند. شخصیّت اقتدارطلب، در ظهور تحقیق‌های مربوط به ضد فرهنگ‌ها، ایفای سهم کرد.
پس از این مرحله در مکتب فرانکفورت، آدورنو، که موسیقی‌دانی آموزش‌دیده بود، فلسفه موسیقی مدرن را نوشت و در آن، ذاتِ زیبایی را به جدل کشید؛ چراکه زیبایی بخشی از ایدئولوژی جامعه پیشرفته صنعتی و آگاهی کاذب است که از طریق آراستن و زیبا کردن آن، در سلطه نقش دارد. هنر آوانگارد و موسیقی از حقیقت به‌وسیله تسخیر واقعیّت رنج انسانی، دفاع می‌کند؛ بنابراین، آنچه موسیقی رادیکال درک می‌کند، رنج تغییرشکل‌نیافته انسان است.
این نگاه به هنر مدرن به مثابه تولید حقیقت تنها از طریق خالی کردن زیبایی‌شناسی سنّتی و هنجارهای سنّتی از زیبایی به خاطر اینکه ایدئولوژیک شده‌اند، ویژگی آدورنو و در کل مکتب فرانکفورت است. این دیدگاه از سوی کسانی‌که ادراک از جامعه مدرن به عنوان چیزی سراپا نادرست – که مفاهیم سنّتی منسوخ را ارائه می‌دهد و زیبایی و هماهنگی را مجسّم می‌کند – نمی‌پذیرفتند، نقد شد.
نظریّات انتقادی و از آن جمله مکتب فرانکفورت در مطالعات فرهنگی در سنّت مارکسیستی ریشه دارد. اشکال گوناگون مارکسیسم، با تأکید بر تفکیک طبقاتی، دولت، سلطه و از همه مهم‌تر طرز کار ایدئولوژی، تأثیری ژرف بر مطالعات فرهنگی داشته‌اند. آثار آنتونیو گرامشی و تلقّی‌اش از استیلا (هژمونی)، نوشته‌های گئورگ لوکاچ دربارهٔ کالایی‌شدن و مارکسیسم ساختاری لویی آلتوسر بر مطالعات فرهنگی بی‌تأثیر نبوده. می‌توان ساختارگرایی تکوینی لوسین گلدمن را به آن‌ها افزود.
هژمونی مفهومی بود که پیشتر از سوی مارکسیست‌هایی نظیر لنین برای مشخّص ساختن رهبری سیاسی پرولتاریا در انقلابی دموکراتیک، استفاده شده بود؛ ولی به وسیله آنتونیو گرامشی در تحلیلی زیرکانه گسترش پیدا کرد تا چرایی عدم اتّفاق افتادن انقلاب گریزناپذیر پیش‌بینی‌شده مارکسیسم ارتدوکس را در آغاز سده بیستم توضیح دهد. در عوض پیش‌بینی مارکسیسم ارتدوکس، به نظر می‌آمد سرمایه‌داری بیش از همیشه رخنه کرده و ماندگار شده. گرامشی می‌گوید کاپیتالیسم کنترل را نه تنها از طریق خشونت و اجبار سیاسی و اقتصادی، بلکه همچنین به شکل ایدئولوژیک از طریق فرهنگ مستولی و هژمونیکی برقرار می‌کند که در آن ارزش‌های بورژوازی به ارزش‌های عمومی همگانی مبدّل می‌گردند. به این ترتیب، فرهنگ مورد وفاقی گسترش می‌یابد که در آن طبقه کارگر خیر خود را مطابق با خیر بورژوازی تشخیص می‌دهند و به ابقای وضع موجود به جای طغیان یاری می‌رسانند.
طبقه کارگر نیازمند توسعه فرهنگی از آنِ خود است تا این تصوّر را که ارزش‌های بورژوازی، ارزش‌های طبیعی و هنجارمند جامعه را بازنمایی می‌کنند، به زیر افکند و نظر طبقات ستم‌دیده و روشنفکر را به انگیزه پرولتاریا جلب کند. لنین معتقد بود که فرهنگ فرعِ اهداف سیاسی‌ست؛ ولی برای گرامشی برای دستیابی به قدرت، دستیابی اوّلیّه به استیلای فرهنگی اصل بود. در دیدگاه گرامشی، هر طبقه‌ای که خواهان سلطه در دوران مدرن باشد، برای ایفای رهبری عقلانی و اخلاقی، و برای برپاساختن اتحاد و مصالحه با نیروهای متنوّع، باید از علایق محدود «اقتصادی-شراکتی» گذر کند. گرامشی به این اتّحاد نیروهای اجتماعی «انسداد تاریخی» می‌گفت؛ اصطلاحی که از جورج سورل سندیکاگرا اخذ کرده بود.
گرامشی با این آغاز کرد که در غرب، ارزش‌های فرهنگی بورژوایی به مسیحیّت گره خورده، و بنابراین جدل علیه فرهنگ مستولی، بیشتر آداب و ارزش‌های مذهبی را باید هدف بگیرد. او تحت تأثیر قدرتی که کاتولیسیسم رومی بر اذهان مردم داشت و مراقبتی که کلیسا از مانع شدن فاصله افتادن بین دین تحصیل‌کرده‌ها و غیرآن می‌ورزید، قرار گرفت. گرامشی معتقد بود که وظیفه مارکسیسم این بود که انتقاد کاملاً عقلانی از دین را – که در انسان‌گرایی رنسانس اتّفاق افتاد – با مؤلّفه‌هایی از اصلاح‌گری – که درخواست عمومی بود – پیوند بزند. در نظرگاه گرامشی، مارکسیسم در صورتی می‌توانست دین را ملغی کند که به نیازهای روحی مردم توجّه می‌داشت و با این‌کار مردم باید تشخیص می‌دادند که این تجلّی تجریه خودشان است.
در ساختارگرایی فرهنگی، دیدگاه ساختارگرا و آرای فردینان دو سوسور زبان‌شناس و کلود لوی استروس انسان‌شناس، از طریق نوشته‌های نشانه‌شناس فرانسوی رولان بارت و نشانه‌شناس ایتالیایی اومبرتو اکو در مطالعات فرهنگی ظهور پیدا کرده است.
اشتغال زاینده و طولانی بارت از روزهای نخستین زبان‌شناسی ساختارگرا در فرانسه به قلّه پسا-ساختارگرایی رسید. آثار بارت متون کلیدی در ساختارگرایی و پسا-ساختارگرایی محسوب می‌شوند. از آن‌جایی که بارت هم‌جنس‌خواه بود، هرچند تا سال‌های پایانی عمرش مشهود نشد، بعضی او را پیشگام تئوری هم‌جنس‌خواهی می‌دانند. افزون بر این کیفیّت‌های خودزندگی‌نامه‌ای و زیبایی‌شناختی بسیاری از متون بارت، آن‌ها را به حق، به آثاری ادبی مبدّل کرده‌اند و از سوی علاقه‌مندان به سبک، ادّعا شده که این نوشته‌ها نوع جدیدی از نوشتنِ اجرایی است.
بارت در نوشته سال ۱۹۶۸ خود مرگ مؤلف، بحث جدلی قوی‌ای علیه مرکزیّت چهره مؤلّف در مطالعه ادبی راه انداخت که با این جمله بسیار نقل‌قول‌شده پایان می‌پذیرد: «تولّد خواننده باید به هزینه مرگ مؤلّف انجام شود.» با بخشیدن نقش بزرگ‌تر به خواننده در ساخته‌شدن معنا، بارت آثار ادبی را قابل مقایسه با آثار موسیقایی می‌داند: ساختارهایی که باید حین تفسیر، نواخته و ساخته شوند (مقاله بعدتر میشل فوکو مؤلّف چیست؟  واکنش به جدل بارت با تحلیل اجتماعی و ادبی کارکرد مؤلّف بود)
در نوشته سال ۱۹۷۱ از اثر به متن، بارت این ایده را بیشتر گسترش داد و بحث کرد که درحالی‌که یک «اثر» (مثلاً یک کتاب یا فیلم) حاوی معنایی‌ست که بی‌دردسر قابل ردگیری تا مؤلّف است (و بنابراین معنا، محدود است)، یک «متن» (همان فیلم یا کتاب) در واقع چیزی‌ست که باز وانهاده می‌شود. مفهوم نتیجه‌گیری شده یعنی بینامتنیت، ایجاب می‌کند که معنا از طریق مخاطب به موضوعی فر هنگی آورده می‌شود و ذاتاً در موضوع مستقر و نهفته نیست.
کتاب اس/زد اغلب شاهکار نقد ادبی پسا-ساختارگرا خوانده می‌شود. بارت در اس/زد، داستان سارازین بالزاک را مفصّلاً، جمله به جمله، با ارجاع هر جمله یا کلمه به یک یا چند کد و سطوح معنا در داخل داستان، کالبدشکافی می‌کند. در اس/زد، بارت همچنین مفهوم آثار خواندنی و نوشتنی را معرّفی می‌کند.
نقد فرهنگی ساختارگرای پیشین بارت، که در چند جلد شامل اسطوره‌شناسی‌ها چاپ شده است که اثر کلیدی متقدّم برای مطالعات فرهنگی بعدی‌ست و شامل کاربست تکنیک‌های نقد ادبی و اجتماعی به فرهنگ توده‌ای می‌شود. اسطوره‌شناسی‌ها مجموعه‌ای از تحلیل‌های واقعاً خلاصه و روشن از موضوعات فرهنگی از باغ‌وحش تا موزه و مد است (موضوعی که بعدها با جزئیات بیشتر در نظام مد شرح می‌دهد)
بعضی از آثار بعدی بارت، با حفظ جنبه انتقادی، شخصی و عاطفی هم هستند. معروف‌تر از همه کتابش رولان بارت (که اغلب به اسم بارت نوشته بارت می‌شناسندش) خودزندگی‌نامه‌ای نظری‌ست که در بخش‌هایی به ترتیب الفبا به جای ترتیب زمانی تنظیم شده. کتاب آخر او، اتاق روشن، یادداشتی شخصی و وفات‌نامه‌ای برای مادرش (و برای خودش) است و مطالعه‌ای‌ست در عکّاسی.
تأثیر زبان‌شناسی نشانه‌شناسانه رومان یاکوبسن و فرمالیست‌های روس، مانند آلگیرداس ژولین گریماس و تزوتان تودوروف در کار بارت نیز نمایان است. به این‌ها می‌توان آشنایی‌زدایی ویکتور اشکلوفسکی را اضافه کرد و البتّه نباید از تأثیر میخائیل باختین و مفهوم امر کارناوالی و بینامتنیت که ریشه در منطق گفتگو دارند، غافل ماند. تأثیر دیدگاه‌های هرمنوتیکی به فرهنگ، مانند نظریّات کلیفورد گیرتز را که ریشه در نظریه‌های ولادیمیر پراپ و نورتروپ فرای دارند – آنجا که فرهنگ را به مثابه روایت و متن می‌بینند – نباید از خاطر دور نگاه داشت.
نیز نوشته‌های مابعد ساختارگرای میشل فوکو دربارهٔ اشکال قدرت و دانش و ژاک دریدا دربارهٔ ساختارشکنی متن، تأثیرگذار بوده‌اند.
میشل فوکو، فیلسوف فرانسوی صاحب کرسی تاریخ نظام‌های اندیشه در کولژ دو فرانس بود. نوشته‌های او بر آثار تخصّصی دیگر تأثیری عظیم داشت. اثرگذاری فوکو در علوم انسانی و اجتماعی و بسیاری حوزه‌های کاربردی و تخصّصی پژوهش گسترش یافته. میشل فوکو، بیش از همه برای نقدش بر نهادهای اجتماعی متنوّع و از همه قابل ملاحظه‌تر، روان‌پزشکی، پزشکی و نظام زندان و همین‌طور اندیشه‌هایش دربارهٔ تاریخ جنسیّت، مشهور است. نظریه عمومی او قدرت و روابط بین قدرت و دانش را مورد بررسی قرار می‌دهد. اندیشه‌های مرتبط با گفتمان، در ارتباط با تاریخی اندیشه غربی به صورت گسترده بحث و به کار بسته شده. فوکو، در ضمن ناقد ساخت‌های اجتماعی‌ست که بر هویت دلالت دارند و شامل همه چیز از هویّت مردانه/زنانه و هم‌جنس‌خواه تا فعّالیّت‌های سیاسی و گناهکارانه می‌شود. مثال فلسفی از نظریه‌های فوکو دربارهٔ هویّت نگاه به تاریخ هویّت همجنس‌خواهانه است که در طول سال‌ها از عمل ضمنی به هویّت ضمنی پیشرفت کرده.
آثار او از سوی مفسّران و منتقدان معاصر، اغلب پست‌مدرنیستی یا پسا-ساختارگرایانه توصیف می‌شوند. هرچند، در سال‌های ۱۹۶۰، او بیش از همه با جنبش ساختارگرا همراهی کرد. گرچه در آغاز از این‌که ساختارگرا توصیف شود، راضی بود؛ بعدتر به این دلیل که برخلاف ساختارگراها، دیدگاه فرمالیست را قبول ندارد، بر فاصله‌اش از رویکرد ساختارگرا تأکید کرد. همچنین فوکو، علاقه‌مند نبود که برچسب پست‌مدرن به کارش بخورد و می‌گفت که ترجیح می‌دهد در این‌باره بحث کند که مدرنیته چگونه تعریف شده است.
ژان فرانسوا لیوتار، در پست‌مدرنیسم با نقد فراروایت‌ها و ابراز ناباوری نسبت به آن‌ها، نظریه فرهنگی را قدمی به جلو برد. فردریک جیمسون تفسیری مارکسیستی از فرهنگ در دوره پست‌مدرن به‌دست داد و ژان بودریار، با طرح، و مفهوم حاد واقعیت، و با نظریات رادیکالش گامی مهم و البتّه جنجالی در شناخت مظاهر فرهنگی برداشت. بودریار، تحت تأثیر نوشته‌های مارسل موس و ژرژ باتای بوده است.
از سوی دیگر، نظریّات پسااستعمارگرایی ادوارد سعید و هومی بهابها را می‌توان در همین دیدگاه طبقه‌بندی کرد. چراکه آن‌ها، نشان می‌دهند چطور غرب، شرق را به‌عنوان دیگری اسرارآمیز مطرح کرده و اوهام و خیالات جنسی و غیرجنسی خود را در آینه آن دیده است. به این دو تن می‌توان مطالعات مربوط به فرودستان گایاتری چاکراورتی اسپیواک را نیز افزود. در حوزه نقّادی مربوط به سیاهان، هنری لوئیس گیتس، با اثر مشهورش میمون دلالت‌گر و در حوزه نقّادی فمنیستی سیاه‌پوستانه، بل هوکس با کتاب مگر من یک زن نیستم؟  شهرت دارند.
مطالعات مربوط به مصرف، ریشه در کارهای کارل مارکس و ماکس وبر دارد. تورستن وبلن با نوشتن نظریه طبقه مرفّه گام مهمّی در مطالعات مربوط به مصرف برداشت و آثار بوردیو و پیروانش مانند دانیل میلر در این زمینه مهم است. از سوی دیگر، بودریار هم مصرف را به امر نمادین مربوط ساخت؛ مفهومی که در کارهای سوزان لانجر مشهود است. آثار هربرت مارکوزه هم با ابعاد روانی مصرف سر و کار دارند.
رویکردهای روانکاوانه به فرهنگ، تحت تأثیر دیدگاه‌های زیگموند فروید به‌عنوان مبدع روان‌کاوی و مفهوم ناخودآگاهش است. دیدگاه‌های پسینیانِ او و از همه مهم‌تر ژاک لاکان و روان‌کاوی ساختارگرایانه‌اش، در روان‌کاوی فرهنگ عامّه و مسایل مربوط به زبان مهم تلقّی می‌شوند. ژیل دولوز و فلیکس گاتاری با نوشتن آنتی‌ادیپ، به مبارزه با اقتدار مارکسیسم و فرویدیسم شتافتند. از نظر آن‌ها روانکاوی نظامی سرکوب‌گر است که افراد را به تبعیّت از هنجارهای محدودکننده رفتار اجتماعی وامی‌دارند. منتقدان پسافمنیست با دیدگاه روانکاوی مانند لوس ایریگارای، جولیت میچل و ژولیا کریستوا نیز در این میان، روان‌کاوی ارتدوکس را به چالش کشیدند.
این فهرست خلاصه از چهره‌ها و تئوری‌های مطالعات فرهنگی - که می‌تواند بیش از این گسترش یابد – تا حدی نشان‌دهنده تنوّع آرای مطرح در این حوزه می‌باشد.